# Collegio Romano della Santa Croce
Il Collegio Romano della Santa Croce (Collegium Romanum Sanctæ Crucis) è un centro interregionale dell'Opus Dei, eretto da San Josemaría Escrivá a Roma il 29 giugno 1948, festa degli Apostoli Pietro e Paolo. È un'entità dipendente dal prelato e destinata alla formazione dottrinale-religiosa e spirituale dei fedeli della Prelatura, in questo caso numerari e aggregati maschili, che possono successivamente ricevere incarichi formativi nelle varie circoscrizioni (cfr. Statuti dell'Opus Dei, n. 98). Il Collegio Romano della Santa Croce è anche il seminario internazionale della Prelatura, dove i candidati al sacerdozio del clero incardinato nella Prelatura ricevono la loro formazione specifica (cfr. Statuti dell'Opus Dei, n. 102). Il suo primo rettore è stato il Beato Álvaro del Portillo.
Dalla sua fondazione fino al 1974 ha avuto sede presso la sede centrale dell'Opus Dei, a Viale Bruno Buozzi (Roma). Nel 1974 è stato trasferito nell'attuale sede, chiamata Centro Internazionale Cavabianca, ubicato in Via di Grottarossa. A Roma esiste anche un centro parallelo per le donne: il Collegio Romano di Santa Maria, istituito dal fondatore nel 1953.